# Eddy Peelman
Eddy Peelman (Baasrode, 8 augustus 1947) is een voormalig Belgisch wielrenner.
Hij was actief als professioneel wielrenner van 1968 tot 1978. Hij heeft op zijn palmares negen ritwinsten in de Ronde van Spanje, 2 in 1970, 3 in 1971 en 2 in 1973 en 1974.  Hij nam in totaal viermaal deel aan de Vuelta. In 1970, 1971 en 1975 nam hij deel aan de Ronde van Frankrijk, die hij enkel bij zijn tweede deelname kon uitrijden.

## Palmares
- 1966
  - Brussel-Opwijk
  - Eerste etappe van de Ronde van Limburg voor amateurs
- 1968
  - 2e in de GP van Isbergues
- 1969
  - Ritwinst in de tweede etappe van de Ronde van de Oise
- 1970
  - Eerste en zesde etappe van de Ronde van Spanje
- 1971
  - Tweede, zesde en dertiende etappe van de Ronde van Spanje
  - Derde etappe van de Ronde van Indre en Loire
- 1972
  - Gullegem Koerse
  - Omloop van centraal Brabant
  - Zevende etappe van Parijs-Nice
- 1973
  - Omloop van midden Vlaanderen
  - Vijftiende en zeventiende etappe van de Ronde van Spanje
  - Proloog van de Ronde van België (ploegentijdrit)
  - Vierde en vijfde etappe van de Vuelta a Levante
  - Vierde en zesde etappe van de Catalaanse Week
- 1974
  - Omloop Schelde-Durme
  - Eerste en zesde etappe van de Ronde van Spanje
  - Vierde etappe van de Ronde van de Middellandse Zee
  - Eerste, vierde en zesde etappe van de Vuelta a Levante
  - Winnaar Trofeo Luis Puig
  - Tweede etappe van de Tour de l'Aude
- 1975
  - Vierde etappe van de Ruta del Sol
  - Winnaar Trofeo Luis Puig
  - Derde en vijfde etappe van de Ronde van Catalonië
  - Tweede etappe van de Ronde van La Rioja
- 1976
  - Vijfde etappe van de Ronde van Aragon

## Resultaten in voornaamste wedstrijden
| Jaar | Ronde van Italië | Ronde van Frankrijk | Ronde van Spanje |
| ---- | ---------------- | ------------------- | ---------------- |
| 1969 |                  |                     |                  |
| 1970 |                  | opgave              | opgave (2)       |
| 1971 |                  | 88e                 | opgave (3)       |
| 1972 |                  |                     |                  |
| 1973 |                  |                     | 61e (2)          |
| 1974 |                  |                     | 55e (2)          |
| 1975 |                  | opgave              | opgave           |

| Jaar | Gent-Wevelgem | Ronde van Vlaanderen | Parijs-Roubaix | Luik-Bast.‑Luik | E3 Harelbeke |
| ---- | ------------- | -------------------- | -------------- | --------------- | ------------ |
| 1969 | 70e           |                      |                |                 |              |
| 1970 |               |                      |                | 36e             | 8e           |
| 1971 | 65e           | 23e                  |                |                 |              |
| 1972 | 89e           | 51e                  | 8e             |                 |              |
| 1973 | 10e           |                      |                |                 |              |
| 1974 |               |                      | 19e            |                 | 5e           |
| 1975 |               |                      |                |                 |              |